# Lophotarsia acutivaluis
Lophotarsia acutivaluis är en fjärilsart som beskrevs av François Louis Nompar de Caumont de Laporte. Lophotarsia acutivaluis ingår i släktet Lophotarsia och familjen nattflyn. Inga underarter finns listade i Catalogue of Life.